# Glenea lecta
Glenea lecta är en skalbaggsart som beskrevs av Charles Joseph Gahan 1889. Glenea lecta ingår i släktet Glenea och familjen långhorningar.
Artens utbredningsområde är Bangladesh. Inga underarter finns listade i Catalogue of Life.